# Jean Victor Audouin
Jean Victor Audouin (Parijs, 27 april 1797 – aldaar, 9 november 1841), ook wel: Victor Audouin, was een Frans naturonderzoeker, entomoloog, herpetoloog, ornitholoog en malacoloog.
Audouin werd geboren in Parijs en werd opgeleid op het gebied van de geneeskunde. In 1824 werd hij benoemd tot assistent van Pierre André Latreille, hoogleraar entomologie aan het Muséum national d'histoire naturelle, waar hij in 1833 Latreille's opvolger werd. In 1838 werd hij lid van de Franse Académie des sciences.
Zijn belangrijkste werk, Histoire des insectes nuisibles à la Vigne (1842), werd na zijn dood voltooid door Henri Milne-Edwards en Charles Émile Blanchard. Veel van zijn artikelen verschenen in de Annales des sciences naturelles, die hij in 1824, met Adolphe Brongniart en Jean-Baptiste Dumas, had opgericht. Hij was tevens een van de medeoprichters van de Société entomologique de France in 1832. In 1833 werd hij verkozen tot buitenlands lid van de Koninklijke Zweedse Academie voor Wetenschappen.
Audouin leverde ook bijgedragen aan andere takken van de natuurlijke historie. Met Brongniart en Jean-Baptiste Bory de Saint-Vincent was hij co-auteur van de Dictionaire Classique d'Histoire Naturelle en met Henri Milne-Edwards publiceerde hij over zeedieren gevonden in de Franse kustwateren. Hij voltooide ook Marie Jules César Savigny's ornithologische gedeelte van Description de l'Egypte (1826). Audouin bestudeerde daarnaast amfibieën en reptielen, en tussen 1827 en 1829 beschreef hij vier nieuwe soorten hagedissen en een nieuwe kikkersoort.
In 1843 vernoemde mycoloog David Gruby de schimmelsoort Microsporum audouinii naar hem, en Audouins meeuw (Larus audouinii) is een naar hem vernoemde vogelsoort. In de Franse taal is de term poche copulatrice d'Audouin een andere naam voor de spermatheca.

## Publicaties
- Histoire des insectes nuisibles à la vigne et particulièrement de la Pyrale qui dévaste les vignobles des départements de la Côte-d'Or, de Saône-et-Loire, du Rhône, de l'Hérault, des Pyrénées-Orientales, de la Haute-Garonne, de la Charente-Inférieure, de la Marne et de Seine-et-Oise, avec l'indication des moyens qu'on doit employer pour la combattre... Paris, Fortin, Masson, 1842

- Bibliothèque nationale de France: cb134744761 (data)
- Author citation (botany): Audouin
- CiNii: DA14121218
- Stuttgart Database of Scientific Illustrators 1450–1950: 202
- Gemeinsame Normdatei: 117668869
- International Standard Name Identifier: 0000 0000 8143 6332
- Library of Congress Control Number: n81127841
- Nationale bibliotheek van Australië: 36539761
- Nationale Bibliotheek van Israël: 987007270895805171
- Nationale Bibliotheek van Polen: a0000001773178
- Nederlandse Thesaurus van Auteursnamen: 069302561
- Réseau des bibliothèques de Suisse occidentale: 02-A002951363
- Système universitaire de documentation: 077226038
- Trove: 1280728
- Virtual International Authority File: 64153622
- WorldCat: E39PBJdCmt6xVtJJHvdkgKFtKd